# Jocurile Europene din 2015
Jocurile Europene din 2015 (1st European Games) este ediția inaugurală a Jocurilor Europene, un eveniment multi-sport pentru atleții europeni care s-a desfășurat la Baku în Azerbaidjan în perioada 12-28 iunie 2015.

## Atribuire
Prima ediție a Jocurilor Europene a fost atribuită orașului Baku, capitala Azerbaidjanului, de către Comisiile Olimpice Europene, cu ocazia celei de-a 41-a Adunare generală care a avut loc la Roma la 8 decembrie 2012. Evenimentul se va organiza din patru în patru ani, următorul fiind în 2019.
Decizia a fost luată prin vot secret, cu 38 de voturi pentru, 8 voturi împotriva și 2 abțineri, Baku fiind unicul oraș candidat. Comitetul olimpic din Armenia nu a luat parte la vot în legătură cu diferendul privind suveranitatea asupra regiunii Nagorno-Karabah.

## Organizare
Președintele Comitetului pentru organizarea evenimentului este prima doamnă a Republicii Azerbaidjan, Mehriban Aliyeva, membru al Comitetului Executiv al Comitetului Național Olimpic al Republicii Azerbaidjan și, totodată, ambasador al Azerbaidjanului pe lângă UNESCO.

### Locuri de desfășurare

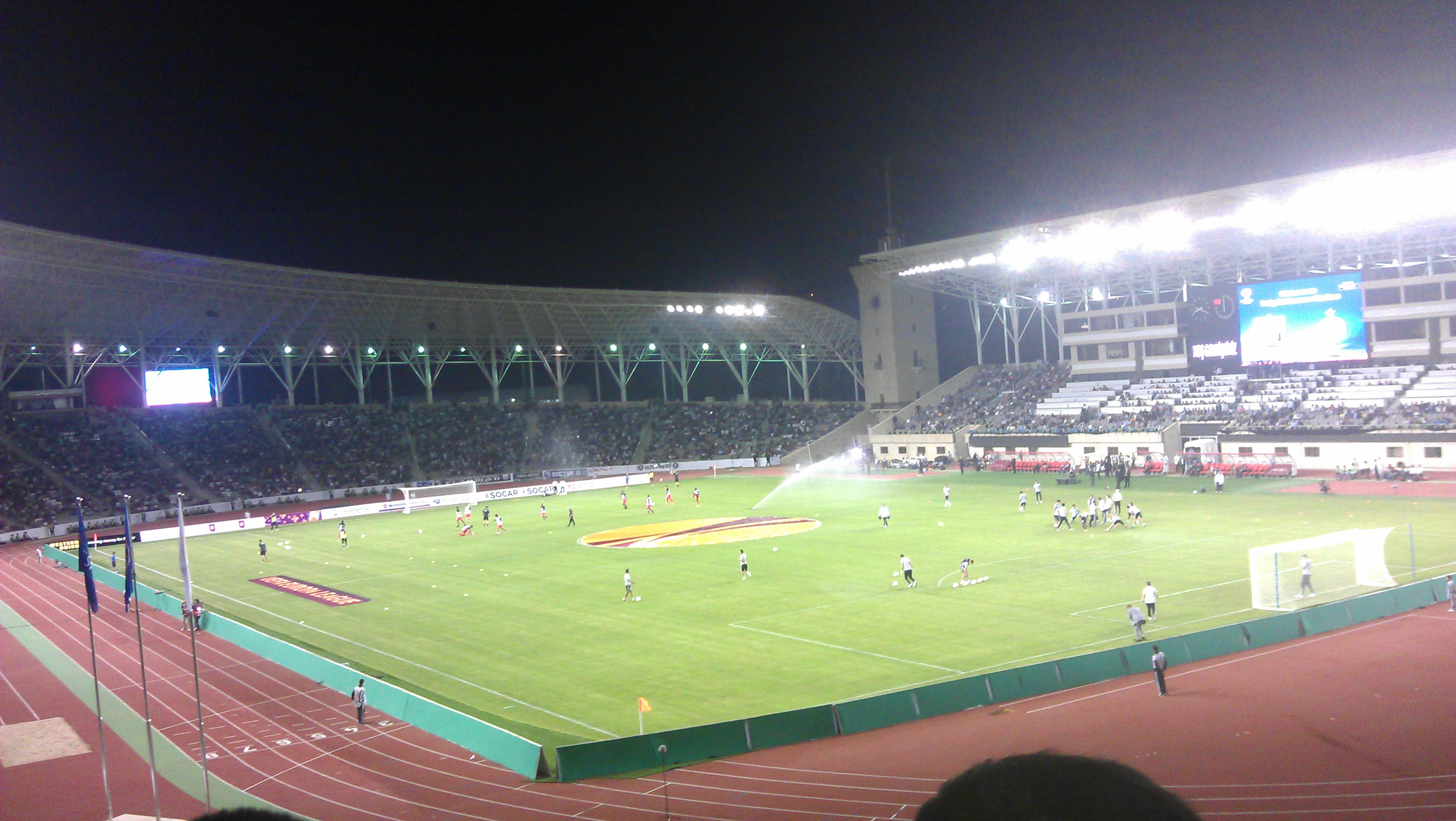
Stadionul „Tofiq Bahramov”

Sunt 4 grupuri de arene și 18 locații competiționale pentru Jocurile Europene inaugurale. Numărul arenelor permanente este 12. Câteva dintre ele sunt noi, precum: Arena Națională de Gimnastică, Veloparcul BMX, Centrul Acvatic, Centrul de tir sportiv Baku și Stadionul Olimpic. 6 arene sunt temporare, dintre care: Arena de polo pe apă, Beach Arena, Arena de baschet și Veloparcul Mountain Bike.
Satul olimpic este situat în raionul Nizami al orașului Baku. Satul conține 13 clădiri cu 16 tipuri diferite de apartament care conțin trei sau patru dormitoare.
| Legendă | Legendă       |
| ------- | ------------- |
| E       | Existent deja |
| N       | Nou           |
| T       | Temporar      |

Grupul din Satul olimpic
| Locație                       | Sporturi            | Capacitate |   |
| ----------------------------- | ------------------- | ---------- | - |
| Stadionul Național Baku       | Ceremonii, atletism | 68.000     | N |
| Arena Națională de Gimnastică | Gimnastică          | 6.862      | N |

Grupul din „Piața steagurilor”
| Locație                          | Sporturi                            | Capacitate |   |
| -------------------------------- | ----------------------------------- | ---------- | - |
| Centrul Acvatic                  | Înot, înot sincron, sărituri în apă | 6.000      | N |
| Arena de Polo pe apă             | Polo pe apă                         | 2.400      | T |
| Beach Arena                      | Fotbal pe plajă, volei pe plajă     | 3.900      | T |
| Arena de baschet                 | Baschet 3x3                         | 2.500      | T |
| Crystal Hall („Sala de cristal”) | Volei                               | 6.000      | E |
| Crystal Hall („Sala de cristal”) | Box                                 | 3,400      | E |
| Crystal Hall („Sala de cristal”) | Scrimă, karate, taekwondo           | 2,000      | E |

Grupul urban
| Locație                    | Sporturi                 | Capacitate |   |
| -------------------------- | ------------------------ | ---------- | - |
| Sala sporturilor Baku      | Badminton, tenis de masă | 1.700      | E |
| Stadionul „Tofiq Bahramov” | Tir cu arcul             | 31.200     | E |
| Arena „Heydar Aliyev”      | Judo, lupte, sambo       | 7.700      | E |

Alte locații
| Locație                         | Sporturi       | Capacitate |   |
| ------------------------------- | -------------- | ---------- | - |
| Centrul de Tir                  | Tir sportiv    | 500        | N |
| Veloparcul Mountain Bike        | Ciclism montan | 1.670      | T |
| Veloparcul BMX                  | BMX            | 1.600      | N |
| Plaja Bilgah                    | Triatlon       | 1.500      | T |
| Centrul de sport și natație Kur | Caiac canoe    | 1.300      | E |

### Bilete
Pe site-ul Jocurilor Europene s-a lansat o pagină de vânzări online Arhivat în 20 iunie 2015, la Wayback Machine. care să permită fanilor să cumpere bilete la evenimentul inaugural.
Biletele pentru adulți variază între AZN 2 și AZN 5, în funcție de stadiul competiției (de exemplu preliminarii sau finală), categoria de loc și arenă.

### Voluntari
| Țări participante | Țara gazdă |

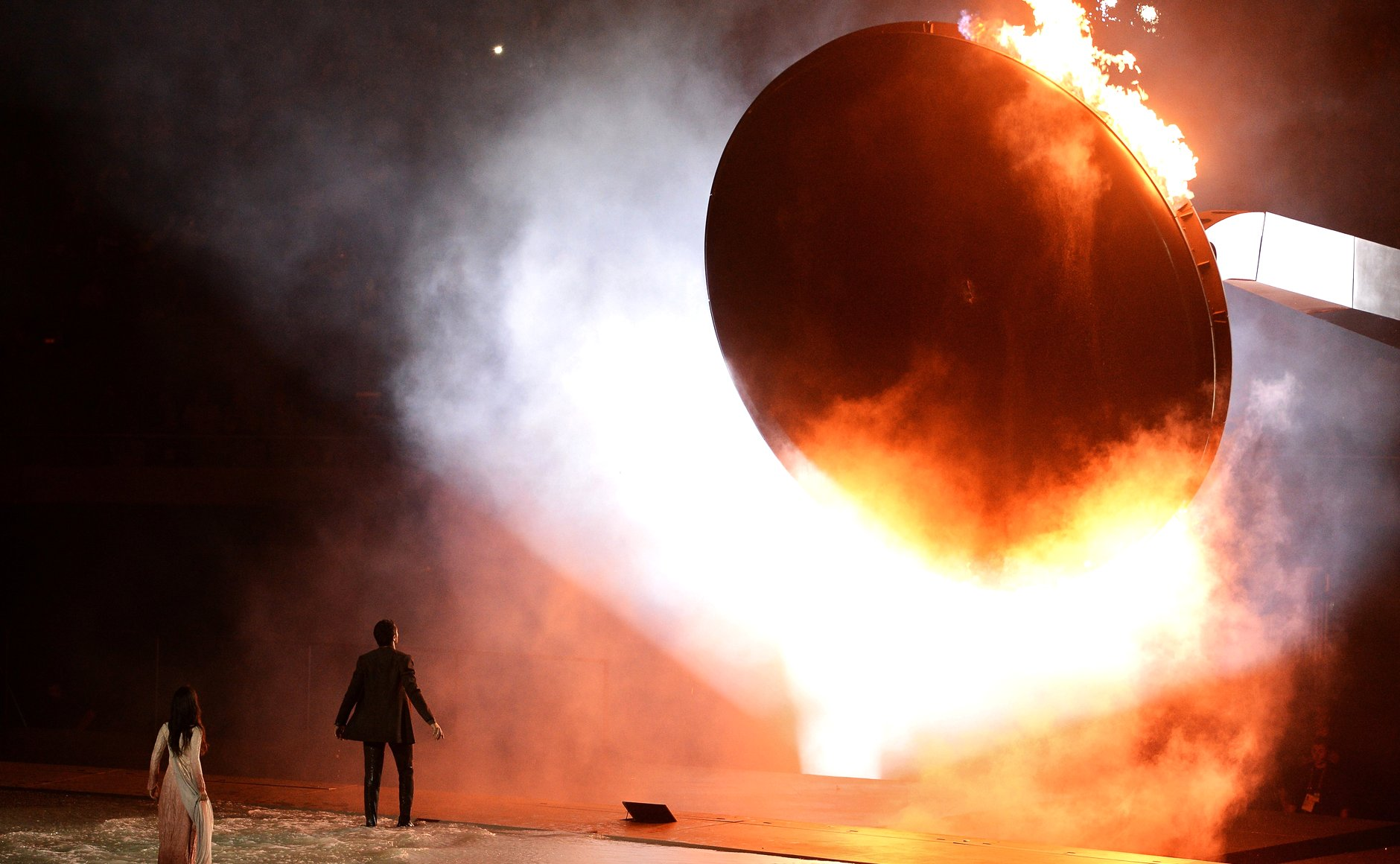
Ceremonia de deschidere

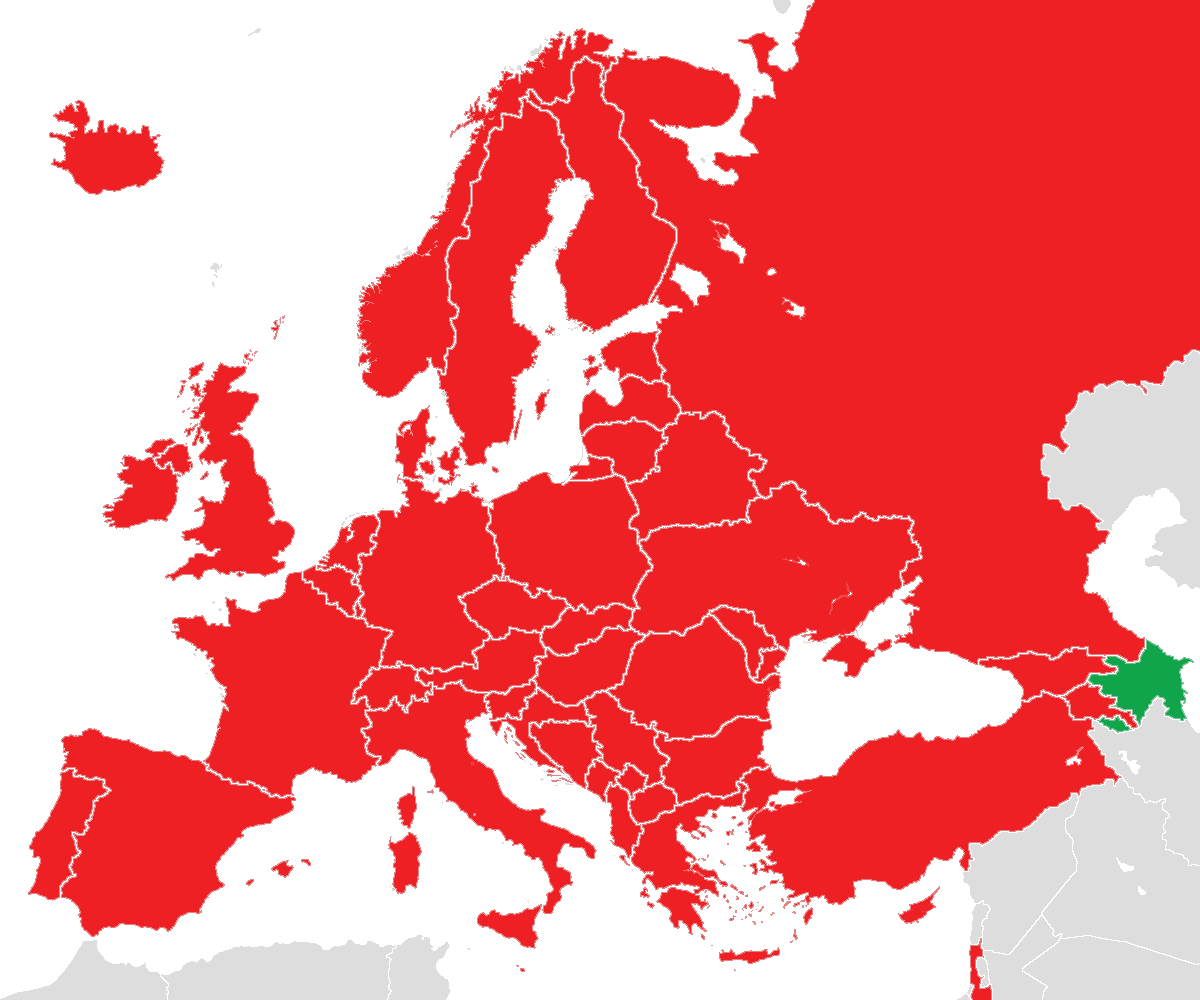

Peste 12.500 de voluntari vor asigura buna desfășurare a competițiilor, aceștia oferind asistență celor 3.000 de oficiali (antrenori, medici, maseuri, reprezentanți ai delegațiilor oficiale), precum și atleților, spectatorilor și reprezentanților media. Aproximativ 6.000 dintre acești voluntari vor lua direct parte la ceremoniile de deschidere și închidere.

### Ceremonia de deschidere
Directorul artistic al ceremoniei de deschidere, găzduită pe data de 12 iunie 2015 de Stadionul Olimpic din Baku, care are o capacitate de 68.195 locuri, a fost Dimitris Papaioannou, creatorul ceremoniilor desfășurate în 2004 la Jocurile Olimpice de la Atena. Vedeta pop Lady Gaga a interpretat celebra piesă Imagine a lui John Lennon. Opt campioni olimpici au adus pe stadion drapelul Comitetului Olimpic European. Două mii de persoane au interpretat la final dansul yalli. Ceremonia s-a încheiat cu un spectaculos foc de artificii.

### Ceremonia de închidere
Ceremonia de închidere va avea loc pe 28 iunie 2015. Directorul artistic a fost numit James Hadley.

## Jocuri

### Comitete olimpice naționale participante
6000 de sportivi, proveniți de la toate cele 50 de comitete olimpice europene, sunt așteptați să participe la ediția inaugurală a Jocurilor Europene. Kosovo participă în premieră la un eveniment olimpic. Insulele Feroe și Gibraltar vor concursa sub steagurile EAA și LEN deoarece nu au un comitet olimpic național.
| Comitetele olimpice naționale participante |
| --- |
| \| - Albania (28) - Andorra (31) - Armenia (25) - Austria (143) - Azerbaidjan (290) (țara gazdă) - Belarus (152) - Belgia (118) - Bosnia și Herțegovina (56) - Bulgaria (127) - Croația (106) - Cipru (23) - Cehia (130) - Danemarca (65) - Elveția (130) - Estonia (58) - Finlanda (106) - Franța (250) - Georgia (105) - Germania (270) - Grecia (138) - Irlanda (62) - Islanda (19) - Israel (141)[12] - Italia (287) - Kosovo (18) - Letonia (67) - Liechtenstein (10) - Lituania (74) - Luxemburg (61) - Macedonia (45) - Malta (61) - Marea Britanie (160) - Monaco (6) - Muntenegru (55) - Norvegia (57) - Olanda (120) - Polonia (212) - Portugalia (100) - Republica Moldova (87) - România (147) - Rusia (359) - San Marino (18) - Serbia (134) - Slovacia (178) - Slovenia (83) - Spania (215) - Suedia (75) - Turcia (191) - Ucraina (246) - Ungaria (201) \| |
| - Albania (28) - Andorra (31) - Armenia (25) - Austria (143) - Azerbaidjan (290) (țara gazdă) - Belarus (152) - Belgia (118) - Bosnia și Herțegovina (56) - Bulgaria (127) - Croația (106) - Cipru (23) - Cehia (130) - Danemarca (65) - Elveția (130) - Estonia (58) - Finlanda (106) - Franța (250) - Georgia (105) - Germania (270) - Grecia (138) - Irlanda (62) - Islanda (19) - Israel (141) - Italia (287) - Kosovo (18) - Letonia (67) - Liechtenstein (10) - Lituania (74) - Luxemburg (61) - Macedonia (45) - Malta (61) - Marea Britanie (160) - Monaco (6) - Muntenegru (55) - Norvegia (57) - Olanda (120) - Polonia (212) - Portugalia (100) - Republica Moldova (87) - România (147) - Rusia (359) - San Marino (18) - Serbia (134) - Slovacia (178) - Slovenia (83) - Spania (215) - Suedia (75) - Turcia (191) - Ucraina (246) - Ungaria (201)           |

### Sporturi
Vor fi reprezentate 20 de sporturi: 16 sporturi olimpice, două sporturi olimpice desfășurate doar în formate non-olimpice (baschet și fotbal) și două sporturi non-olimpice (karate și sambo). Douăsprezece sporturi (tir cu arcul, atletism, box, ciclism, judo, tir, înot, tenis de masă, taekwondo, triatlon, volei și lupte) vor oferi oportunități de calificare pentru Jocurile Olimpice de vară din 2016 de la Rio. Sporturile acvatice sunt deschise doar sportivilor de nivel junior, iar competițiile de atletism formează a treia divizie a Campionatelor Europene pe Echipe.
| - Acvatic - Înot (42) - Înot sincron (4) - Polo pe apă (2) - Sărituri în apă (8) - Atletism (1) - Badminton (5) - Baschet (3x3) (2) - Box (15) - Kaiac-canoe (15) | - Ciclism - BMX (2) - Mountain bike (2) - Rutier (4) - Fotbal pe plajă (1) - Gimnastică - Acrobatică (8) - Aerobică (2) - Artistică (14) - Ritmică (8) - Trambulină (4) | - Judo (16) - Para-Judo (2) - Karate (12) - Lupte - Libere (12) - Greco-romane (6) - Sambo (8) - Scrimă (12) | - Tir (19) - Tir cu arcul (5) - Tenis de masă (4) - Taekwondo (8) - Triatlon (2) - Volei - Pe plajă (2) - Înăuntru (2) |

### Calendar
Calendarul competițional constă în 253 de probe sportive.
Agenda poate suferi modificări pe parcurs.
| CD | Ceremonia de deschidere | ● | Eveniment competițional | 1 | Eveniment final | CÎ | Ceremonia de închidere |

| Iunie           | Iunie           | 12 Vi | 13 Sâ | 14 Du | 15 Lu | 16 Ma | 17 Mi | 18 Jo | 19 Vi | 20 Sâ | 21 Du | 22 Lu | 23 Ma | 24 Mi | 25 Jo | 26 Vi | 27 Sâ | 28 Du | Probe |
| --------------- | --------------- | ----- | ----- | ----- | ----- | ----- | ----- | ----- | ----- | ----- | ----- | ----- | ----- | ----- | ----- | ----- | ----- | ----- | ----- |
| Ceremonii       | Ceremonii       | CD    |       |       |       |       |       |       |       |       |       |       |       |       |       |       |       | CÎ    |       |
| Atletism        | Atletism        |       |       |       |       |       |       |       |       |       | ●     | 2     |       |       |       |       |       |       | 1     |
| Badminton       | Badminton       |       |       |       |       |       |       |       |       |       |       | ●     | ●     | ●     | ●     | ●     | 2     | 3     | 5     |
| Baschet (3x3)   | Baschet (3x3)   |       |       |       |       |       |       |       |       |       |       |       | ●     | ●     | ●     | 2     |       |       | 2     |
| Box             | Box             |       |       |       |       | ●     | ●     | ●     | ●     | ●     | ●     | ●     | ●     | ●     | 5     | 5     | 5     |       | 15    |
| Kaiac-canoe     | Kaiac-canoe     |       |       | ●     | 5     | 10    |       |       |       |       |       |       |       |       |       |       |       |       | 15    |
| Ciclism         | BMX             |       |       |       |       |       |       |       |       |       |       |       |       |       |       | ●     | ●     | 2     | 8     |
| Ciclism         | Ciclism montan  |       | 2     |       |       |       |       |       |       |       |       |       |       |       |       |       |       |       | 8     |
| Ciclism         | Ciclism rutier  |       |       |       |       |       |       | 2     |       | 1     | 1     |       |       |       |       |       |       |       | 8     |
| Fotbal pe plajă | Fotbal pe plajă |       |       |       |       |       |       |       |       |       |       |       |       | ●     | ●     | ●     | ●     | 1     | 1     |
| Gimnastică      | Gimnastică      |       |       | ●     | 2     |       | 1     | 2     | 3     | 10    | 16    |       |       |       |       |       |       |       | 34    |
| Înot            | Înot            |       |       |       |       |       |       |       |       |       |       |       | 7     | 8     | 9     | 7     | 11    |       | 42    |
| Înot sincron    | Înot sincron    | ●     | ●     | ●     | 2     | 2     |       |       |       |       |       |       |       |       |       |       |       |       | 4     |
| Judo            | Judo            |       |       |       |       |       |       |       |       |       |       |       |       |       | 5     | 6     | 5     | 2     | 18    |
| Karate          | Karate          |       | 6     | 6     |       |       |       |       |       |       |       |       |       |       |       |       |       |       | 12    |
| Lupte           | Lupte           |       | 4     | 4     | 4     | 4     | 4     | 4     |       |       |       |       |       |       |       |       |       |       | 24    |
| Polo pe apă     | Polo pe apă     | ●     | ●     | ●     | ●     | ●     | ●     | ●     | ●     | 1     | 1     |       |       |       |       |       |       |       | 2     |
| Sambo           | Sambo           |       |       |       |       |       |       |       |       |       |       | 8     |       |       |       |       |       |       | 8     |
| Sărituri în apă | Sărituri în apă |       |       |       |       |       |       | 2     | 2     | 2     | 2     |       |       |       |       |       |       |       | 8     |
| Scrimă          | Scrimă          |       |       |       |       |       |       |       |       |       |       |       | 2     | 2     | 2     | 3     | 3     |       | 12    |
| Taekwondo       | Taekwondo       |       |       |       |       | 2     | 2     | 2     | 2     |       |       |       |       |       |       |       |       |       | 8     |
| Tenis de masă   | Tenis de masă   |       | ●     | ●     | 2     | ●     | ●     | ●     | 2     |       |       |       |       |       |       |       |       |       | 4     |
| Tir             | Tir             |       |       |       |       | 3     | 3     | 2     | 2     | 3     | 3     | 3     |       |       |       |       |       |       | 19    |
| Tir cu arcul    | Tir cu arcul    |       |       |       |       | ●     | 1     | 2     | ●     | ●     | 1     | 1     |       |       |       |       |       |       | 5     |
| Triatlon        | Triatlon        |       | 1     | 1     |       |       |       |       |       |       |       |       |       |       |       |       |       |       | 2     |
| Volei           | Volei           |       | ●     | ●     | ●     | ●     | ●     | ●     | ●     | 1     | 1     | ●     | ●     | ●     | ●     | ●     | 1     | 1     | 4     |
| Total           | Total           |       | 13    | 11    | 15    | 21    | 11    | 16    | 11    | 18    | 25    | 13    | 9     | 10    | 21    | 23    | 27    | 9     | 253   |
| Iunie           | Iunie           | 12 Vi | 13 Sâ | 14 Du | 15 Lu | 16 Ma | 17 Mi | 18 Jo | 19 Vi | 20 Sâ | 21 Du | 22 Lu | 23 Ma | 24 Mi | 25 Jo | 26 Vi | 27 Sâ | 28 Du | Probe |

### Clasamentul pe medalii
Legendă
  *   Țara gazdă
  *   România
  *   Republica Moldova
| Loc | CON               | Aur | Argint | Bronz | Total |
| --- | ----------------- | --- | ------ | ----- | ----- |
| 1   | Rusia             | 79  | 40     | 45    | 164   |
| 2   | Azerbaidjan       | 21  | 15     | 20    | 56    |
| 3   | Marea Britanie    | 18  | 10     | 19    | 47    |
| 4   | Germania          | 16  | 17     | 33    | 66    |
| 5   | Franța            | 12  | 13     | 18    | 43    |
| 6   | Italia            | 10  | 26     | 11    | 47    |
| 7   | Belarus           | 10  | 11     | 22    | 43    |
| 8   | Ucraina           | 8   | 14     | 24    | 46    |
| 9   | Olanda            | 8   | 12     | 9     | 29    |
| 10  | Spania            | 8   | 11     | 11    | 30    |
| 17  | România           | 3   | 5      | 4     | 12    |
| 33  | Republica Moldova | 0   | 1      | 2     | 3     |

## Legături externe
- en  az  Site web oficial